# Matyáš Démar
Matyáš Démar (ur. 1 października 1991 w Pradze) – czeski siatkarz, reprezentant Czech, grający na pozycji rozgrywającego. 
Jego żoną jest czeska siatkarka Šárka Barborková. Pochodzi z rodziny siatkarskiej, gdyż jego ojciec Martin grał w siatkówkę. Również jego młodsi bracia Lukas i Jonas są siatkarzami.

## Sukcesy klubowe
Liga czeska:
- 2012
- 2013[10]

Puchar Czech:
- 2013[11]